# Gloria Macapagal-Arroyo
Gloria Macapagal-Arroyo (San Juan, 5 april 1947) was van 2001 tot en met 2010 de veertiende president van de Filipijnen. Zij is de dochter van voormalig president Diosdado Macapagal.
Arroyo werd in 1998 tot vicepresident gekozen en kwam in 2001 aan de macht na de afzetting van president Joseph Estrada door het Filipijnse Hooggerechtshof wegens corruptie. In 2004 versloeg Arroyo tijdens de verkiezingen acteur Fernando Poe jr. Volgens het gezaghebbende Amerikaanse blad Forbes was zij de op drie na machtigste vrouw ter wereld van 2005. In 2010 werd zij opgevolgd door Benigno Aquino III, de zoon van voormalig president Corazon Aquino. Zelf veroverde ze als eerste president uit de geschiedenis van de Filipijnen een nieuwe, lagere politieke functie; ze werd op dezelfde dag als Aquino, geïnaugureerd als afgevaardigde van haar geboorteprovincie Pampanga. In 2011 werd Macapagal-Arroyo gearresteerd wegens aantijgingen van het plegen van verkiezingsfraude. Later volgende nog corruptieaantijgingen. De jaren erna bleef ze vastzitten, grotendeels in een ziekenhuis wegens medische problemen. In deze periode werd ze in 2013 en in 2016 herkozen als afgevaardigde. In juli 2016, kort na het aantreden van Rodrigo Duterte als president van de Filipijnen, werd ze door het Hooggerechtshof van de Filipijnen vrijgesproken. In 2018 werd Macapagal-Arroyo door haar collega's gekozen tot Voorzitter van het Huis van Afgevaardigden.

## Vroege levensloop en carrière
Macapagal werd geboren als dochter van Diosdado Macapagal en Evangelina Macaraeg. Haar vader werd tot president van de Filipijnen gekozen toen Gloria 14 jaar oud was en op de Assumption Convent High School zat. In 1964, het jaar dat haar vader verslagen werd door Ferdinand Marcos, behaalde ze, als beste van haar klas, haar middelbareschooldiploma, waarna ze ging studeren aan het Assumption College. Vier jaar later in 1968 haalde ze daar summa cum laude een bachelor in de economie.
In datzelfde jaar trouwde Macapagal met Jose Miguel Arroyo. Samen met haar man kreeg ze drie kinderen.
In 1978 behaalde Macapagal-Arroyo haar master in de economie aan de Ateneo de Manilla, waarna ze in 1985 doctor in de economie werd aan de University of the Philippines.
Rond deze tijd kwam er een einde aan de dictatuur van Ferdinand Marcos, en deed Macapagal-Arroyo haar intrede in de politiek. In 1986 werd ze door de nieuwe president Corazon Aquino benoemd tot onderminister van Handel en Industrie. In 1992 werd ze in de senaat gekozen. In 1996 werd ze herkozen met een recordaantal van 16 miljoen stemmen.
In 1998 werd ze door Fidel Ramos overgehaald om zich kandidaat te stellen voor de functie van vicepresident van de Filipijnen namens de partij Lakas-CMD. De kandidaat voor het presidentschap van Lakas-CMD was Jose de Venecia. Deze moest het afleggen tegen de populaire Joseph Estrada, maar Macapagal-Arroyo won de verkiezing tot vicepresident met een recordaantal van 13 miljoen stemmen. Ze werd door Estrada benoemd tot minister van Sociale Zekerheid en Ontwikkeling, wat ze bleef totdat ze op 12 oktober 2000 ontslag nam uit het kabinet, nadat president Estrada beschuldigd werd van corruptie.

## Presidentschap

### Eerste termijn (2001–2004)
Op 20 januari 2001 na dagenlange politieke onrust en publieke protesten in de straten van Manilla werd president Estrada door het Filipijnse Hooggerechtshof afgezet. Diezelfde dag nog, werd Macapacal-Arroyo beëdigd als president.
Hoewel de beslissing om Estrada af te zetten door het Hooggerechtshof was genomen, bleef het presidentschap van Arroyo in de Filipijnen omstreden. Tijdens haar eerste termijn werd ze voortdurend achtervolgd door vragen naar de wettigheid van haar presidentschap, opstanden tegen haar bewind en een corruptieschandaal.

Op 1 mei 2001 protesteerden duizenden aanhangers van Estrada bij het presidentiële paleis, in een poging om Estrada vrij en opnieuw als president aangesteld te krijgen. Arroyo liet diverse demonstranten arresteren en slaagde er zo in om het oproer de kop in te drukken.
Twee jaar later, op 27 juli 2003, kreeg ze opnieuw te maken met een opstand tegen haar bewind. Een groep jonge officieren en hun aanhangers verschansten zich in een hotel en winkelcentrum in het handelscentrum van Makati City in Metro Manilla. Ook deze opstand werd snel beëindigd onder druk van de dreiging tot inzetten van geweld door het Filipijnse leger. Er wordt beweerd dat er connecties bestonden tussen de opstandelingen en het 'Estrada kamp'. De speciaal ingestelde onderzoekscommissie heeft dit echter nooit kunnen bewijzen.
In augustus 2003 werd haar echtgenoot door senator Panfilo Lacson aangeklaagd wegens corruptie. De senator beweerde dat haar man geld uit campagnefondsen had weggesluisd. Deze beschuldigingen zijn echter nooit bewezen.

### Tweede termijn (vanaf 2004)

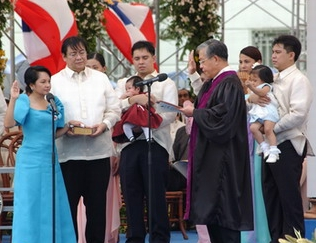
Arroyo legt de eed af tijdens de inauguratie in Cebu op 30 juni 2004

Hoewel Arroyo in 2002 had verklaard zich niet verkiesbaar te stellen voor een nieuwe termijn als president besloot ze zich, toen de verkiezingen naderden, toch kandidaat te stellen. Deze plotselinge ommezwaai leidde tot een daling van haar populariteit.
Haar belangrijkste tegenstander in de verkiezingen van 2004 was de populaire acteur Fernando Poe jr., een goede vriend van Joseph Estrada. Hoewel de peilingen aan het begin van de verkiezingen nog uitwezen dat Poe de meeste stemmen zou krijgen, won Arroyo uiteindelijk met een verschil van meer dan een miljoen stemmen.
Haar overwinning werd overschaduwd door beschuldigingen dat geld uit publieke fondsen was gebruikt ter ondersteuning haar campagne. Daarnaast werd Arroyo er door haar rivalen ook van beschuldigd dat ze illegale middelen had gebruikt om de verkiezingen te winnen. Hoewel er tijdens de verkiezingen wel kleine onvolkomenheden werden ontdekt, zijn beide beschuldigingen nooit bewezen.
Op 30 juni 2004 werd Arroyo tijdens een ceremonie in Cebu geïnaugureerd voor haar tweede termijn als president van de Filipijnen.

#### Afzettingsprocedure (2005)
In 2005 werd ze echter opnieuw beschuldigd van het beïnvloeden van de uitkomst van de verkiezingen van 2004. De druk op haar om af te treden nam in deze periode toe. Op 8 juli 2005 traden tien leden van haar kabinet af, waarbij deze leden haar verzochten hetzelfde te doen. Ook voormalige bondgenoten als de Liberal Party en voormalig president Corazon Aquino riepen Arroyo op om af te treden. Fidel Ramos, een andere voormalige president, bleef haar juist steunen. Hij stelde voor om de staatsinrichting van de Filipijnen te wijzigen naar een vorm waarbij het Filipijnse parlement meer macht zou krijgen ten koste van de president.
In september 2005 stemde het Huis van Afgevaardigden met grote meerderheid tegen het voorstel om een afzettingsprocedure tegen haar te beginnen. Ondanks deze tegenstem en een groei van de economie in de laatste jaren bleef de druk op Arroyo om af te treden groot, als gevolg van de regelmatig terugkerende protesten in de straten van Manilla en kritiek in diverse media.

#### Staatsgreep 2006
Op donderdag 23 februari 2006 werd bij het presidentiële paleis, Malacañang Palace, extra zware bewaking ingesteld nadat er buiten het paleis een bom was ontploft.
Op vrijdag 24 februari maakte president Arroyo bekend dat er een couppoging was ondernomen tegen haar regering. Het zou gaan om een gezamenlijke militaire coup van extreemrechtse en linkse militairen die een einde wilden maken aan de regering-Arroyo. Demonstranten togen daarop naar de Onze Lieve Vrouw van de Vredekerk ("EDSA Shrine"). Deze kerk was in 1989 gebouwd als aandenken aan het begin van de revolutie tegen dictator Ferdinand Marcos.
Later die dag riep Arroyo de noodtoestand uit. Volgens haar was deze maatregel nodig om de rust in het land te herstellen. Critici meenden dat dit een voorbode was voor de afkondiging van de staat van beleg, hetgeen zou betekenen dat de president per decreet zou kunnen regeren. Direct na de afkondiging van de noodtoestand liet Macapagal-Arroyo de beveiliging van de hoofdstad Manilla opvoeren en gaf zij de politie de opdracht de demonstranten te verjagen, in het bijzonder de demonstranten bij de EDSA Shrine. Ook verbood ze festiviteiten om de val van president Marcos – toentertijd precies twintig jaar geleden – te herdenken.
Tegenstanders van president Arroyo meenden dat het uitroepen van de noodtoestand alle vrijheden onderdrukte en tegen de grondwet in zou gaan. Op 3 maart 2006 werd de noodtoestand weer ingetrokken. Het Filipijnse Hooggerechtshof bepaalde op 4 mei dat Arroyo met het uitroepen van de noodtoestand niet tegen de grondwet had gehandeld, zoals werd beweerd.

#### Mensenrechten
In mei 2006 meldde Amnesty International zich in toenemende mate zorgen te maken over de mensenrechtensituatie in de Filipijnen. Het meest zorgwekkend waren de meer dan 600 doden die vielen door moordaanslagen, waaronder vele journalisten. Hiermee waren de Filipijnen na Irak het meest gevaarlijke land voor journalisten. Ook leden van progressieve organisaties als Bayan, Bayan Muna en Anakpawis zijn diverse malen het doelwit geweest. Deze organisaties beschuldigen de nationale politie en het leger van het plegen van de aanslagen.

#### De Philippine National Broadband Network-affaire
De Philippine National Broadband Network-affaire ontstond nadat beschuldigingen waren geuit dat bij het toekennen van de aanleg van een nationaal breedbandnetwerk voor de Filipijnen aan het Chinese bedrijf ZTE steekpenningen waren betaald. Hierbij zouden voormalig voorzitter van COMELEC Benjamin Abalos en president Arroyo en haar man Jose Miguel Arroyo betrokken zijn geweest.
De affaire overheerste de Filipijnse politiek al sinds de eerste artikelen in de media hierover in augustus 2007 verschenen. Vanwege de politieke onrust die hierdoor ontstond nam Abalos ontslag als voorzitter van COMELEC. Nu moest ook Jose de Venecia jr. aftreden als voorzitter van het Filipijns Huis van Afgevaardigden. De druk van de oppositie op president Gloria Macagapal-Arroyo om vroegtijdig af te treden nam in de eerste twee maanden van 2008 enorm toe. Op 12 februari riepen de Makati Business Club en 80 andere groeperingen Arroyo ertoe op om af te treden. Op 15 februari volgde een grote demonstratie waarin zo'n 10.000 mensen voor het standbeeld van Ninoy Aquino in Makati City haar aftreden eisten. Op vrijdag 29 februari demonstreerden tienduizenden mensen, onder wie de voormalig presidenten Corazon Aquino en Joseph Estrada en kroongetuige Jun Lozada in Manilla tegen Arroyo.

#### Dalende populariteit

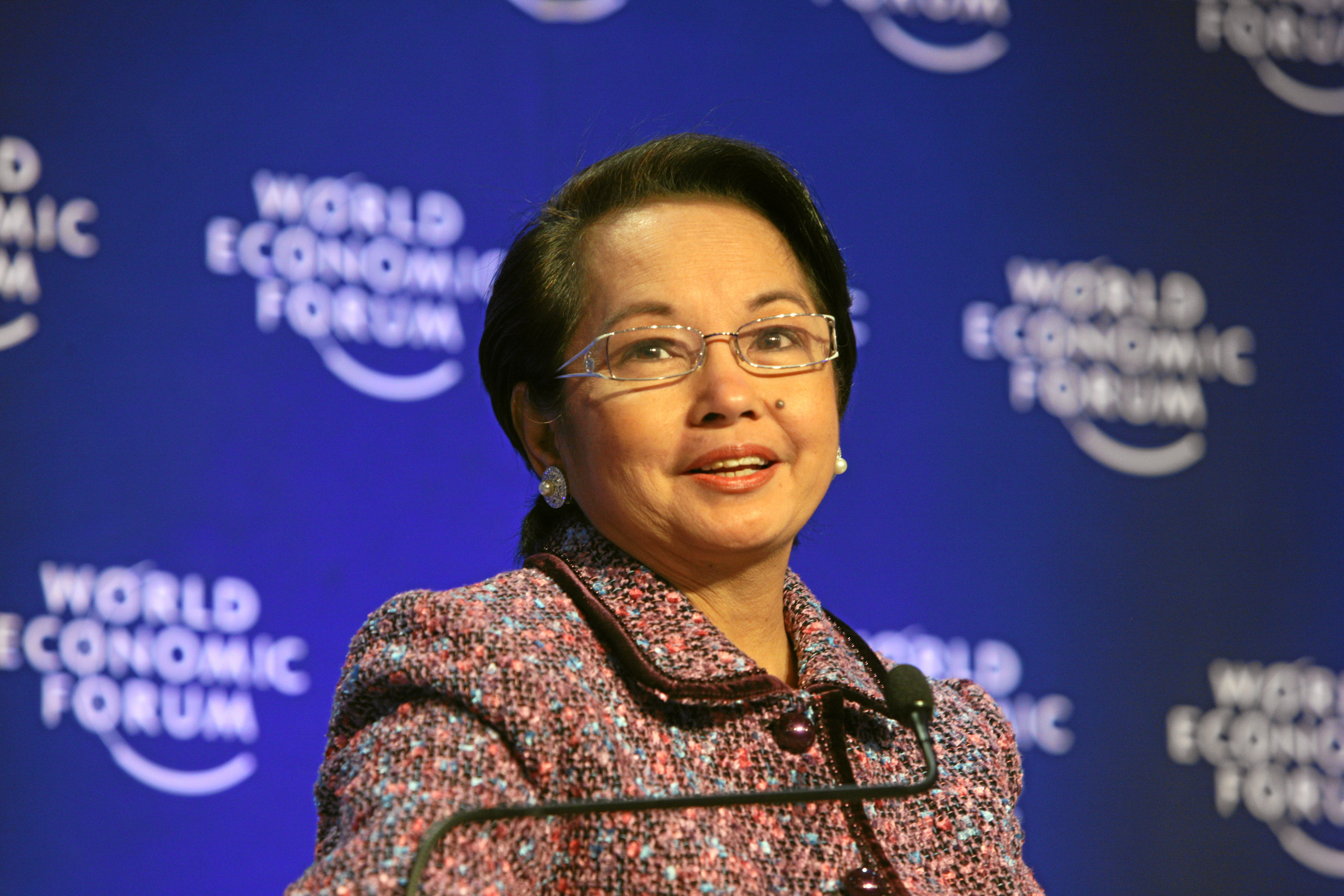
Gloria Macapagal-Arroyo tijdens het World Economic Forum in Davos

Volgens diverse onderzoeken is de populariteit van Macapagal-Arroyo voortdurend gedaald tijdens haar presidentschap. Onderzoeken door de Social Weather Stations in het tweede kwartaal van 2008 gaven aan dat de populariteit van de president de laagste was van alle presidenten in de post-Marcos-periode. Bij een onderzoek door Pulse Asia gaf 42% van de respondenten bovendien aan dat zij haar beschouwden als de meest corrupte president uit de geschiedenis van de Filipijnen. Daarmee eindigde ze voor Ferdinand Marcos en Joseph Estrada, die beiden werden afgezet door een EDSA-revolutie na grote ontevredenheid onder de bevolking. Een woordvoerder van Macapagal-Arrayo bagatelliseerde de lage populariteit en weet de resultaten aan de slechte wereldeconomie, de hoge voedsel- en energieprijzen en enkele onpopulaire maatregelen die de president daardoor had moeten nemen, zoals het verhogen van de btw.

#### Vredesonderhandelingen met MILF
Na drie jaar onderhandelingen werd in 2008 door de regering van Gloria Macapagal-Arroyo een principe-akkoord gesloten met de grootste islamitische afscheidingsbeweging MILF. In het zogenaamde "Memorandum of Agreement" (MOA) werden verregaande afspraken gemaakt over het Bangsamoro (het islamitische thuisland). Het MOA zou op 5 augustus getekend worden, maar de ondertekening werd op het laatste moment geblokkeerd door het Filipijnse Hooggerechtshof, omdat de afspraken die gemaakt waren in strijd waren met de Filipijnse grondwet. Daarop was het gedaan met de relatieve rust die vijf jaar lang had geduurd. Eerst braken op zondag 10 augustus gevechten uit toen het Filipijnse leger een offensief begon na afloop van een ultimatum waarop de rebellen enkele dorpen verlaten moesten hebben. Ruim 160.000 mensen sloegen voor het geweld op de vlucht. Gefrustreerde lokale leiders van het MILF vielen daarop op maandag 18 augustus vijf dorpen aan met voornamelijk christelijke inwoners. Bijna 40 mensen werden gedood. MILF-leider Al-Haj Murad claimde daarop dat hij niet zelf de opdracht had gegeven voor de acties en dat hij de gefrustreerde commandanten die ervoor verantwoordelijk waren weer onder controle had.

## Arrestatie
Op 18 november 2011 werd Macapagal-Arrayo gearresteerd in een Filipijns ziekenhuis wegens mogelijke fraude bij de Filipijnse verkiezingen van 2007. Enkele dagen eerder had ze geprobeerd het land te verlaten, maar president Benigno Aquino legde haar een reisverbod op.
- Gemeinsame Normdatei: 130800155
- International Standard Name Identifier: 0000 0000 7872 6865
- Library of Congress Control Number: n00902393
- Nationale Bibliotheek van Tsjechië: js20050704007
- Nationale bibliotheek van Australië: 48220834
- Nationale Bibliotheek van Israël: 987007436938605171
- Nederlandse Thesaurus van Auteursnamen: 237884429
- Système universitaire de documentation: 224236946
- Trove: 1487142
- Virtual International Authority File: 6047665
- WorldCat: E39PCjxPpHj6Xhkmthj6XmJQ4q

Emilio Aguinaldo · Manuel Quezon · José Laurel · Sergio Osmeña · Manuel Roxas · Elpidio Quirino · Ramon Magsaysay · Carlos Garcia · Diosdado Macapagal ·
 Ferdinand Marcos · Corazon Aquino · Fidel Ramos · Joseph Estrada · Gloria Macapagal-Arroyo · Benigno Aquino III · Rodrigo Duterte · Ferdinand Marcos jr.
Mariano Trias · Sergio Osmeña · Elpidio Quirino · Fernando Lopez · Carlos P. Garcia · Diosdado Macapagal · Emmanuel Pelaez · Carlos Garcia · Fernando Lopez · Arturo Tolentino · Salvador Laurel · Joseph Estrada  · Gloria Macapagal-Arroyo · Teofisto Guingona jr. · Noli de Castro · Jejomar Binay · Leni Robredo · Sara Duterte